# Молдован, Виорел
Виоре́л Ди́ну Молдова́н (рум. Viorel Dinu Moldovan; род. 8 июля 1972, Бистрица) — румынский футболист и тренер. С 1993 по 2005 год выступал за национальную сборную Румынии, в составе которой провёл 70 матчей и забил 25 голов. Участник чемпионатов мира 1994 и 1998 годов и чемпионатов Европы 1996 и 2000 годов.

## Биография
Молдован является воспитанником футбольного клуба «Глория» из его родного города Бистрица. В этом клубе он дебютировал на профессиональном уровне в 1990 году. В 1993 году Молдован перешёл в бухарестское «Динамо», тогда же дебютировал в национальной сборной Румынии. Тренер Ангел Йордэнеску включил Виорела в заявку сборной на чемпионат мира 1994 года, хотя Молдован был лишь запасным и ни разу не вышел на поле.
В 1995 году Молдован перешёл в швейцарский клуб «Ксамакс» и в первом же сезоне, забив 19 голов, стал лучшим бомбардиром чемпионата Швейцарии. В следующем сезоне, выступая уже за «Грассхоппер», он улучшил свой результат, забив 27 голов и вновь став лучшим бомбардиром чемпионата, а также помог команде стать чемпионом Швейцарии. Зимой 1998 года Молдована приобрёл английский клуб «Ковентри Сити», но Виорел не смог проявить себя в Англии, забив лишь один гол в 10 матчах Премьер-лиги, и уже летом перешёл в турецкий «Фенербахче», за который выступал два сезона. В составе сборной Румынии Молдован принял участие в чемпионате мира 1998 года, на этот раз он был одним из ведущих игроков и составлял пару нападающих с Адрианом Илие, в отборочном турнире он забил шесть голов, а на самом чемпионате отметился двумя голами, принесшими его сборной победу над командой Англии и ничью со сборной Туниса.
В 2000 году Молдован перешёл во французский «Нант». Его дебютный сезон оказался успешным — он забил 11 голов в 23 матчах и помог команде выиграть чемпионат Франции. В сентябре 2001 года, в начале своего второго сезона во Франции, в борьбе с защитником лионского «Олимпика» Эдмилсоном Виорел получил серьёзную травму паховой мышцы и выбыл из строя на шесть месяцев.
В мае 2003 года Молдован объявил о завершении выступлений за сборную Румынии, объяснив это решение желанием сосредоточиться на выступлениях за клуб и дать дорогу молодым футболистам. После окончания контракта с «Нантом» летом 2003 года Молдован перешёл в клуб «Аль-Вахда» из Объединённых Арабских Эмиратов, но уже в сентябре расторг контракт и вернулся в «Нант». После возвращения во Францию он провёл неплохой сезон, забив 11 голов в 12 проведённых им матчах чемпионата Франции, но в команде не задержался и летом 2004 года перешёл в швейцарский клуб «Серветт».
В феврале 2005 года Молдован объявил о завершении карьеры игрока, к чему его подтолкнуло банкротство «Серветта» и желание проводить больше времени с семьёй. Однако вскоре он вернулся в футбол в качестве игрока румынского клуба «Политехника Тимишоара». Также в 2005 году Молдован вернулся в сборную Румынии, за которую провёл ещё два матча. В январе 2006 года он перешёл за 300 тысяч евро в бухарестский «Рапид», с которым в 2007 году выиграл Кубок Румынии. Сразу после победы в Кубке Румынии Молдован объявил о завершении карьеры игрока.
1 ноября 2008 года Молдован был назначен главным тренером «Васлуя» после того, как команда неудачно начала сезон под руководством Виорела Хицо. Контракт Молдована с клубом был рассчитан на три года, однако он проработал в этой должности всего семь месяцев и был уволен в мае 2009 года.
27 июля 2009 года Молдован был назначен главным тренером «Брашова» и подписал с клубом контракт на два года. Он сменил на этой должности Рэзвана Луческу, который полностью перешёл на тренерскую работу в сборной Румынии. В конце сезона 2009/10 был уволен с должности тренера «Брашова».
В сентябре 2010 года возглавил клуб «Спортул Студенцеск» из города Бухареста.
С 2018 по 2020 год был главным тренером клуба «Киндия Тырговиште».
С 2020 года главный тренер клуба «Петролул».

## Достижения
Командные
- Чемпион Швейцарии: 1996/97
- Чемпион Франции: 2000/01
- Обладатель Суперкубка Франции: 2001
- Обладатель Кубка Румынии: 2006/07

Личные
- Лучший бомбардир чемпионата Швейцарии 1995/96 (наряду с Петром Александровым) и 1996/97
- Почётный гражданин Бухареста: 1994[9]
- Орден «За спортивные заслуги» II степени II типа: 2006[10]
- Орден «За спортивные заслуги» III степени I типа: 2008[11]